# Photinia matudae
Photinia matudae là loài thực vật có hoa trong họ Hoa hồng. Loài này được Lundell miêu tả khoa học đầu tiên năm 1940.